# Chauncey Hardy
Chauncey Hardy (n. 15 mai 1988, Middletown, Connecticut  – d. 9 octombrie 2011, Giurgiu) a fost un baschetbalist profesionist american.

## Biografie

### Carieră
Chauncey Hardy s-a născut în Middletown, Connecticut. Hardy și-a început cariera de baschet la Xavier High School și s-a mutat, în 2006, la Sacred Heart University. A jucat timp de patru ani pentru Pioneers și s-a mutat, la sfârșitul anului 2010, la a doua ligă a sistemului competițional din România, CSS Giurgiu, care în 2011 urca în Divizia A. Acolo a disputat Hardy pentru Giurgiu, primele două jocuri din sezon. 

### Decesul
La 8 octombrie 2011, el a vizitat, după ce a învins Dinamo București, un club de noapte din Giurgiu și a fost implicat într-o bătaie. Hardy a suferit două atacuri de cord într-o succesiune rapidă, datorită acestei lupte și apoi a fost dus la un spital. Acolo el a căzut din nou în comă și a murit la scurt timp după operație. A murit pe 9 octombrie 2011.
O zi mai târziu, un bărbat a fost arestat după ce s-a predat. A fost arestat preventiv în așteptarea procesului. La 22 februarie 2012, Ionuț Tănăsoaia a fost condamnat la executarea a cinci ani de închisoare, de Tribunalul Giurgiu. Judecătorii au aplicat pedeapsa minimă, motivând că agresorul și-a recunoscut și regretă fapta.